# ووت واختمانس
ووت واختمانس (هلندی: Wout Wagtmans; ۱۰ نوامبر ۱۹۲۹ – ۱۵ اوت ۱۹۹۴) دوچرخه‌سوار اهل هلند بود.